# Vasil Mitkov
Vasil Stoyanov Mitkov, né le 17 septembre 1943 à Sofia en Bulgarie et décédé le 17 mars 2002 dans cette même ville, est un joueur de football international bulgare, qui évoluait au poste de milieu de terrain.

## Biographie

### En club
Il joue deux matchs en Coupe d'Europe des clubs champions avec le Levski Sofia lors de la saison 1974-1975.
Il atteint les quarts de finale de la Coupe d'Europe des vainqueurs de coupe lors de la saison 1969-1970.

### En équipe nationale
Avec l'équipe de Bulgarie, il dispute 17 matchs (pour trois buts) entre 1967 et 1972.
Il joue son premier match en équipe nationale le 22 mars 1967 contre l'Albanie et son dernier le 7 mai 1972 contre la Pologne. 
Il figure dans le groupe des sélectionnés lors de la Coupe du monde 1970. Il prend part à deux rencontres lors de cette compétition, face à la RFA et face au Maroc.

## Palmarès
- Champion de Bulgarie en 1970 et 1974 avec le Levski Sofia
- Vainqueur de la Coupe de Bulgarie en 1968 avec le Spartak Sofia, en 1970 et 1971 avec le Levski Sofia
- Finaliste de la Coupe de Bulgarie en 1969 et 1974 avec le Levski Sofia
- Finaliste de la Coupe des Balkans des clubs en 1968 avec le Spartak Sofia